# Finnrevet
Finnrevet är en fyr i Östersjön ca 5 nautiska mil öster om Oskarshamn i Småland.

## Allmänt
Fyren byggdes 1921 och är placerad på ett rev strax öster om ön Furön i Östersjön. Det svarta och vita fyrtornet når 15,5 meter över havsytan och dess fyrljus är synligt omkring 16 nautiska mil.

## Grundstötningar vid Finnrevet
Farvattnen kring Furön är långgrunda och många fartyg har genom åren grundstött vid platsen kring Finnrevet.
Urval av vrak kring Finnrevet:
- Skonerten Charlotta, grundstötte 17 maj 1882 i nordlig vind vid grunden ost om Finnrevet.[3]
- Lotus av Libau var en spannmålslastad rysk skonert som grundstötte år 1898.[4]
- S/S Britkon, byggt i Sunderland 1917, var ett engelskt handelsfartyg som strandade i november 1949 på Finnrevet. Det 109 meter långa fartyget bröts så småningom itu av skadorna.[5] Besättningen på 37 man, räddades av lotsarna som på den tiden var stationerade på Furön.[6]
- Hans Olof var ett svenskt fartyg som drabbades av en nordvästlig storm och strandade vid revet.
- M/S Priwall, hemmahörande i dåvarande Västtyskland, strandade vid Finnrevet den 1 februari 1968 med sin last av trävaror.[4]